# Гімалаї (фільм)
«Гімала́ї» (неп. हिमालय, фр. Himalaya - l'enfance d'un chef) — фільм 1999 року режисера Еріка Валлі. Перший непальський фільм, номінований на премію Оскар в категорії «Найкращий фільм іноземною мовою».

## Сюжет
Події фільму розгортаються в Непалі. Старий вождь Тінле високогірного поселення вважає, що наступним вождем повинен стати його онук. Однак з цим не згоден молодий погонич Карма, тому що, він сам хоче стати вождем. Щоби вирішити суперечку, вони відправляються кожен зі своїм вантажем солі вниз в долину, щоби обміняти її на зерно. Попереду їх чекає довга дорога з жорстокими морозами, вітрами та сніговими лавинами.

## Премії та нагороди
У 2000 році:
- Номінований на Оскар в категорії «Найкращий фільм іноземною мовою» (Непал).
- Лауреат премії Сезар в номінації «Найкраща операторська робота» (Ерік Гюйшар), «Найкраща музика, написана для фільму» (Брюно Куле).